# Pixel 4
Pixel 4 і Pixel 4 XL — смартфони Android з лінійки продуктів Google Pixel, які є наступниками Pixel 3.Телефони були офіційно оголошені 15 жовтня 2019 року та випущені в США 24 жовтня 2019 року.

## Історія
Google підтвердив дизайн пристрою в червні 2019 року. У Сполучених Штатах Pixel 4 є першим телефоном Pixel, який пропонується до продажу всіма основними бездротовими операторами при запуску.

## Технічні характеристики
Pixel 4 та 4 XL побудовані з алюмінієвої рамки та Gorilla Glass 5 спереду та ззаду. Пристрої доступні у просто чорному, чітко білому та оранжевому кольорах, при цьому білі та помаранчеві моделі мають матове «м'яке дотик» покриття скла, і чорна модель, що має глянсову обробку. Кнопка живлення підкреслена та зроблена з пластика. Роз'єм USB-C в нижній частині пристрою використовується для зарядки та аудіовиходу, хоча ні навушники USB-C, ні роз'єм USB-C до 3,5 мм не входять до комплекту. На обох пристроях є стереодинаміки, але на відміну від Pixel 3, лише один з динаміків працює передньою стрілкою, а інший динамік розташований поруч з портом USB-C. Жодна модель не включає в себе зчитувач відбитків пальців: розпізнавання обличчя (за допомогою крапкового проектора, інфрачервоних випромінювачів та камер у верхній частині пристрою) — єдиний метод біометричної аутентифікації, пропонований Pixel 4. В обох моделях використовується система Qualcomm Snapdragon 855 на мікросхемі (що складається з восьми процесорних ядер Kryo 485, графічного процесора Adreno 640 і DSP Hexagon 690), з 6 ГБ оперативної пам'яті LPDDR4X. Моделі доступні з 64 або 128 ГБ нерозширюваного внутрішнього сховища. Розміри акумулятора різняться: Pixel 4 використовує осередок 2800 мАг, а Pixel 4 XL — комірок 3700 мАг. Обидва здатні швидко заряджатись до 18 Вт та підтримують бездротову зарядку Quick Charge 4.0. Як і їх попередники, телефони мають рівень пиловологозахисту IP68 відповідно до стандарту IEC 60529.

## Motion Sense
Pixel 4 знаменує введення Motion Sense, радіолокаційної системи розпізнавання жестів. Він заснований на технології Project Soli, розробленій Google ATAP як альтернативу системам на основі світла, таких як інфрачервона. Motion Sense можна використовувати для виявлення близькості користувача до пристрою, щоб активувати постійно включений дисплей або вмикати екран, а також розмахувати жестами, які можна використовувати в підтримуваних додатках (наприклад, пропусканні доріжок у музичному плеєрі).
Проте є ряд країн, в яких дана функція заблокована, до списку яких належить й Україна.

## Програмне забезпечення
Pixel 4 поставляється з Android 10 (з можливістю оновлення до Android 13) та Google Camera 7.1. Пристрої мають декілька функцій, що працюють на основі їх Pixel Neural Core (спадкоємця Pixel Visual Core): крім існуючого використання для обробки зображень, він використовується новим додатком Recorder (диктофоном із транскрипцією в реальному часі) та «новий» Google Assistant, який містить вдосконалення, що дозволяють збільшити розпізнавання клієнта команд, локальних для пристрою (а не запитів серверів Google).Після того, як Google продемонстрував зразки астрофотографічних знімків, було показано сцену Сан-Франциско з вибуханим місяцем і недоліком лісів. Марк Левой пояснив, що різниця у світлі між Місяцем та Лісом була надто значною, вимагаючи 19 зупинок динамічного діапазону, які жоден телефон чи DSLR-камера не змогли виконати. Він ще раз підтвердив прихильність Google покращити камеру за допомогою оновлень програмного забезпечення (підпис лінії Pixel) і сказав, що слідкуйте за цим.У Pixel 4 є OLED-дисплей виробництва Samsung із підтримкою HDR, який працює зі швидкістю оновлення до 90 Гц (частота оновлення динамічно регулюється залежно від вмісту, щоб зберегти час роботи акумулятора). Обидві моделі використовують ширше співвідношення сторін 19: 9, Pixel 4 використовує панель 1080p з розміром 5,7 дюйма (140 мм), а 4 XL — панель 1440p 6,3 дюйма (160 мм). На відміну від Pixel 3 XL, Pixel 4 XL не має виїмки у верхній частині дисплея.